# Fróði Benjaminsen
Fróði Benjaminsen (Toftir, 1977. december 14. –) feröeri válogatott labdarúgó, aki jelenleg a Víkingur Gøta játékosa. A Feröeri labdarúgó-válogatottban ő lépett a legtöbb alkalommal pályára.

## Válogatott gólok
| #  | Dátum               | Helyszín                             | Ellenfél      | Gól | Eredmény | Verseny                                      |
| -- | ------------------- | ------------------------------------ | ------------- | --- | -------- | -------------------------------------------- |
| 1  | 2002. augusztus 21. | Tórsvøllur Stadion, Tórshavn, Feröer | Liechtenstein | 2–1 | 3–1      | Barátságos mérkőzés                          |
| 2  | 2004. augusztus 18. | Svangaskarð Stadion, Toftir, Feröer  | Málta         | 3–2 | 3–2      | Barátságos mérkőzés                          |
| 3  | 2009. március 22.   | Kópavogur, Izland                    | Izland        | 1–0 | 2–1      | Barátságos mérkőzés                          |
| 4  | 2011. június 7.     | Svangaskarð Stadion, Toftir, Feröer  | Észtország    | 1–0 | 2–0      | 2012-es labdarúgó-Európa-bajnokság selejtező |
| 5  | 2011. szeptember 6. | Partizan Stadion, Belgrád, Szerbia   | Szerbia       | 1–2 | 1–3      | 2012-es labdarúgó-Európa-bajnokság selejtező |
| 6. | 2013. szeptember 6. | Asztanai Aréna, Asztana, Kazahsztán  | Kazahsztán    | 1–0 | 1–2      | 2014-es labdarúgó-világbajnokság-selejtező   |

## Sikerei, díjai

### Klub
- B36 Tórshavn
  - Feröeri bajnok: 2005[8]
  - Feröeri kupa: 2006[9]
  - Feröeri szuperkupa: 2007[10]

- HB Tórshavn
  - Feröeri bajnok: 2009, 2010, 2013[11]
  - Feröeri szuperkupa: 2009,[12] 2010[13]

### Egyéni
- Feröeri bajnokság – Év Játékosa: 2001, 2009,[14] 2010,[15] 2013[16]
- Feröeri bajnokság – Év Középpályása: 2013[16]
- Feröeri bajnokság – Év csapatának tagja: 2013[17]

## Külső hivatkozások
- Fróði Benjaminsen adatlapja a Transfermarkt oldalán (angolul)
- Fróði Benjaminsen adatlapja a National Football Teams oldalán (angolul)